# Mbyás

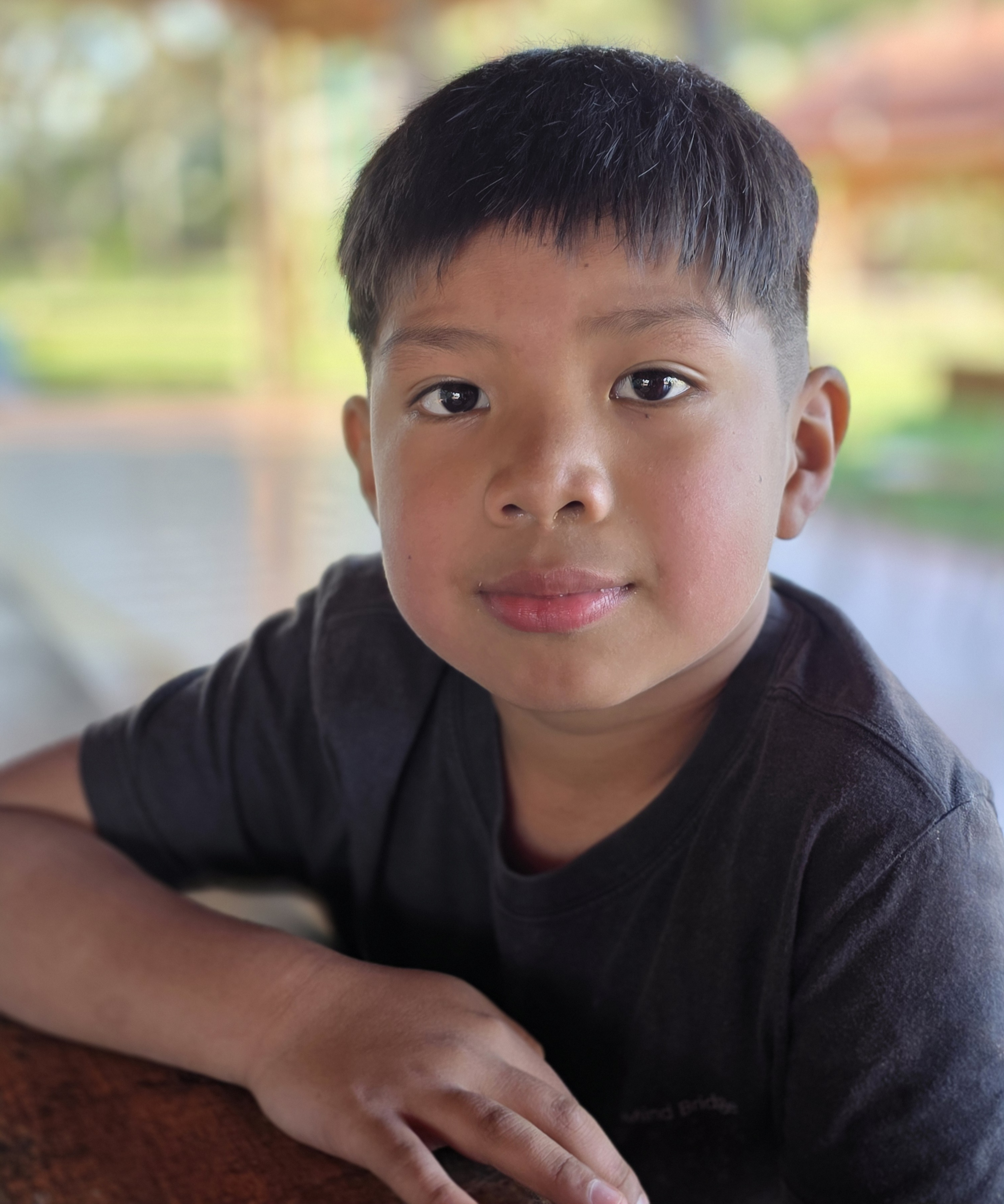
Niño mbya de la Aldea Perutí de El Alcázar, Provincia de Misiones (Argentina).

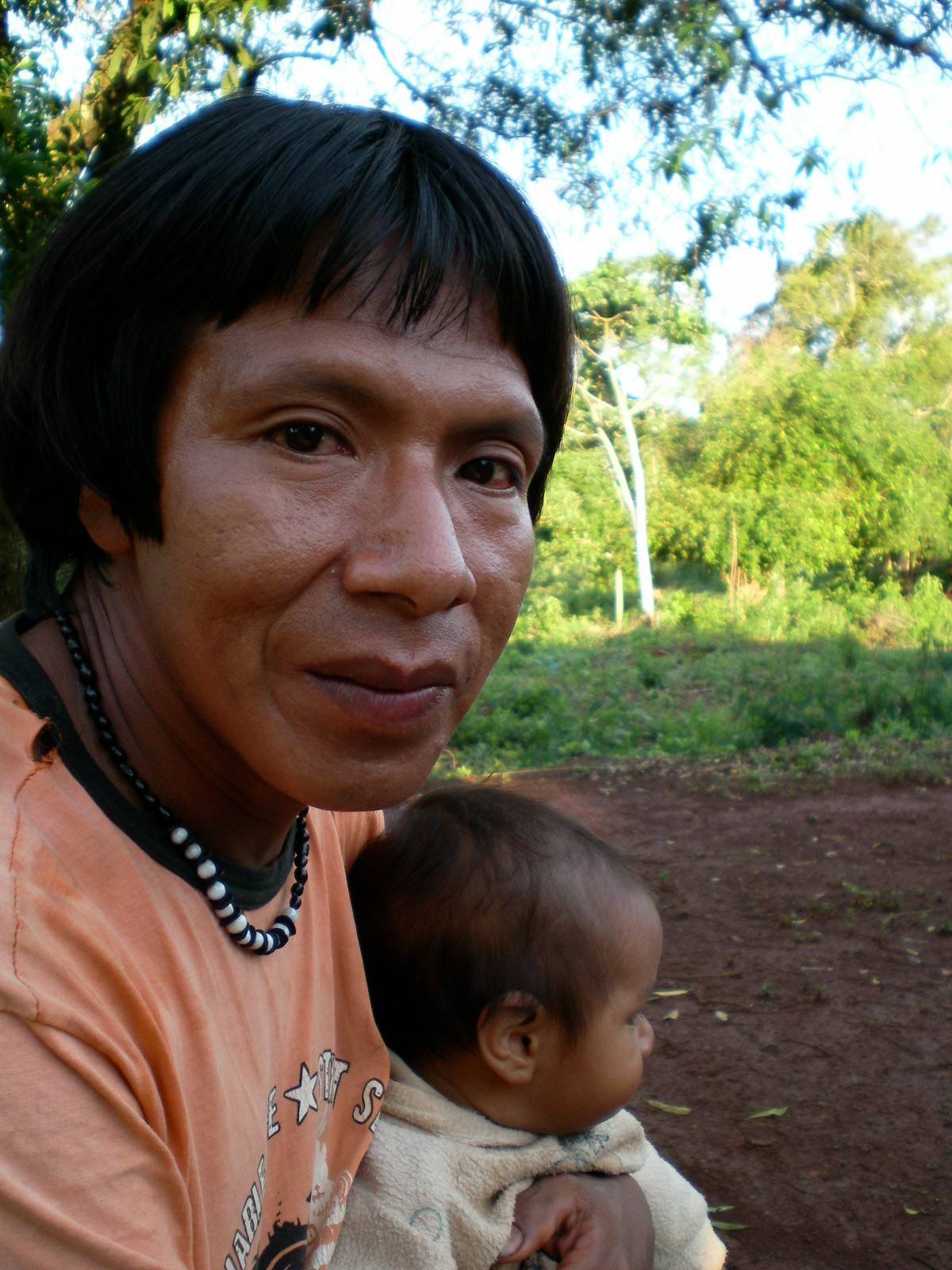
Líder guaraní mbya en la Tekoá Yriapú, en Misiones, Argentina.

Los mbyas, mbyás o mbya guaraníes (en mbya: mbya) son una fracción del pueblo guaraní que habita en Paraguay, sur de Brasil y en la provincia de Misiones en Argentina. Una pequeña comunidad emigrada hace pocas décadas se estableció también en Uruguay.
Junto a los avá chiripás y a los paí tavyterás los mbyás pertenecen al grupo genérico guaraní de los cainguás, ka'ynguas o monteses.

## Denominaciones
A pesar de que se reconocen cotidianamente por la forma mbyá, su autodenominación ritual es jeguakâva tenonde porangue’í (los escogidos entre los que primeramente se adornaron con el gorro ritual). Para sus ceremonias religiosas utilizan un vocabulario especial denominado ayvu porã. Fueron conocidos en el siglo XVIII como los monteses del Mba'everá que vivían en las selvas entre el río Acaray y el río Monday. Recibieron también el nombre de tarumá y posteriormente se los conoció también como: apyteré, tembekuá, tambeaopé (los portadores de tangas) y baticola.

## Lenguas
Los mbyá hablan el idioma mbyá o ayvú, que difiere del guaraní criollo, tanto en la fonética como en la morfosintaxis y el léxico. Ethnologue considera que la similitud entre el léxico de ambas lenguas es de 75 %.
Se reconocen dos dialectos, el tambeopé y el baticola. Muchos son trilingües, ya que también utilizan el guaraní criollo, el castellano o el portugués, dependiendo esto de su ubicación.

## Historia
No hay consenso entre los especialistas en cuanto a la época de la llegada de los guaraníes a la región del cono sur, en donde fueron encontrados en la época de la invasión y conquista de América. Algunos arqueólogos estiman que, entre 3000 y 5000 años atrás, los colectivos proto-guaraníes, motivados tal vez por un aumento poblacional, emigraron de la región de la cuenca amazónica hacia el sur, ocupando territorios poblados por otros grupos humanos.

### Misiones jesuitas
No hay consenso entre los antropólogos en cuanto a si los avá chiripá (avá katú etés), mbyá y paí tavyterã descienden o no de guaraníes reducidos por los misioneros de la Compañía de Jesús en los siglos XVII y XVIII. Una de las hipótesis apunta a la posibilidad de que los mbyá y los paí tavyterã hubieran resistido a la conquista espiritual de las Misiones Jesuíticas, en cuanto que los avá katú etés serían los descendientes de los guaraníes que participaron del proceso evangelizador llevado a cabo por los jesuitas. Otra tesis considera que ninguno de esos grupos habría sido sometido al proceso misionero, eligiendo conservar su independencia a través de desplazamientos frecuentes. Esta tesis defiende que muchos de los grupos guaraníes reducidos habrían escapado a las selvas durante y luego de finalizar la guerra Guaranítica. En cualquier caso, estos pueblos incorporaron elementos de matriz europea que persisten hasta hoy, la incorporación de elementos de la escatología cristiana a su chamanismo y el uso de instrumentos musicales como el rabel y el violín.

### Guerra de la Triple Alianza
Una de las poblaciones más afectadas durante la Guerra de la Triple Alianza fue la de los guaraníes, entre ellos los mbyás, que fueron a luchar tanto del lado paraguayo y obligados del lado aliado. No existen estimaciones en cuanto al número de guaraníes, entre guerreros y civiles muertos en esta guerra, considerada como una de las mayores masacres de la historia de América. En la historia oral mbyá existen diversas narrativas en torno de la guerra de la Triple Alianza. Muchas de ellas hablan de las terribles violencias sufridas por los antepasados, del alistamiento obligatorio de los hombres para los frentes de batalla y de la invasiones sufridas.

## Aspectos culturales
Viven en pequeños grupos de cuatro o cinco familias lideradas por un mburivichá o cacique y un "opygua" o líder religioso, desde el río Apa hasta el río Paraná al sur del Paraguay, principalmente diseminados por el departamento de Guairá; en la provincia argentina de Misiones y en pequeños núcleos que llegan hasta el litoral marítimo del Brasil en donde serían unos pocos cientos. No reconocen fronteras y esto se manifiesta en las continuas migraciones entre estos tres países.
Son actualmente de hábitos sedentarios, antes se alimentaban de la caza, la pesca y la recolección. Sus cultivos principales son el maíz, la mandioca, la batata, habas, porotos, lentejas y zapallo. Debido a que su hábitat es la selva, la intensiva deforestación los está llevando a la desaparición.

## Población

### En Paraguay
En el Paraguay el censo de 1981 indicó la existencia de 5500 mbyás y en el de 1992 se registraron 4744. Para el Foro de Entidades Privadas Indigenistas (FEPI) en 1995 había 10 990 mbyás. Estas diferencias se deberían a la reticencia de este pueblo a ser censado. Otras estimaciones en 2000 los elevan a 12 100 en Paraguay. De acuerdo a los resultados del III Censo Nacional de Población y Viviendas para Pueblos Indígenas de 2012 en Paraguay viven 21 422 mbyás, de los cuales 8210 en el departamento de Caaguazú, 3097 en el departamento de Caazapá, 2338 en el departamento de Itapúa, 1803 en el departamento de Canindeyú, 1642 en el departamento de Alto Paraná, 1507 en el departamento de Concepción, 1273 en el departamento de San Pedro, 1221 en el departamento de Guairá, y 331 en Asunción y en el departamento Central.

### En Argentina
La Encuesta Complementaria de Pueblos Indígenas (ECPI) 2004-2005, complementaria del Censo Nacional de Población, Hogares y Viviendas 2001 de Argentina, dio como resultado que se reconocieron y/o descienden en primera generación del pueblo mbyá 8223 personas en Argentina (4322 residiendo en comunidades), de las cuales 4083 vivían en la provincia de Misiones (3684 residiendo en comunidades) y 4140 en el resto del país. Existen 74 comunidades (tekoas). Dos grandes comunidades misioneras Fortín Mbororé e Yriapú —en las cercanías de Puerto Iguazú— concentran más de 600 mbyás, muchos de ellos provenientes de Paraguay y de Brasil.
El Censo Nacional de Población de 2010 en Argentina reveló la existencia de 7379 personas que se autoreconocieron como mbyás en todo el país, 6349 de los cuales en la provincia de Misiones.
En Misiones coexisten con los mbyás en las mismas comunidades familias de guaraníes chiripás o avá katú eté y de paí tavyterás. Se estima que los chiripás serían un 15 % de los guaraníes de Misiones, mientras que los paí tavyterás solo unos pocos. Debido al contacto cotidiano y a las relaciones de parentesco estos grupos minoritarios suelen emplear la lengua mbyá y autorreconocerse como tales, participando de las estructuras políticas y comunitarias mbyás.

### En Brasil
En Brasil la población mbyá se concentra en las regiones sur y sudeste, junto a las sierras atlánticas del litoral. Existen algunos grupos de pequeño y medio porte en pocas tierras indígenas demarcadas en el interior del continente. Es común también encontrarlos en campamentos a las veras de las rutas en los estados de Paraná, Santa Catarina y Río Grande del Sur, principalmente junto a la BR 101 y a la BR 116. Según el Instituto Socioambiental, la etnia guaraní mbyá en el Brasil cuenta con cerca de 8400 personas. Hay también colectivos del pueblo mbyá originarios de una única familia que luego de la guerra del Paraguay emigró a la Región Norte del Brasil, estableciéndose en las selvas de los estados de Pará y Tocantins, dispersandose luego en pequeños grupos familiares por el centro-oeste brasileño.
Se estima en 5000 el número de mbyás que viven en 35 tekoas de siete estados del sur del Brasil.

### En Uruguay
Un número reducido de mbyás emigró a Uruguay, establecíendose en el tekoá Marae´i, en las proximidades de Santiago Vázquez, y en la Cuarta Sección del departamento de Treinta y Tres. Otro grupo se estableció en la isla Filomena Grande del río Uruguay en la década de 1980.

## Supervivencia amenazada
La reducción, desaparición y contaminación de sus espacios vitales aptos para sostener sus modos tradicionales de alimentación los han obligado a adoptar los del yuruá (blanco) con grave y progresivo deterioro de su salud. Estudios epidemiológicos conducidos en Argentina en los últimos años demostraron la aparición de casos de malnutrición y desnutrición sobre todo en niños. En las escuelas bilingües establecidas en sus comunidades se ha tratado de paliar esto mediante los comedores escolares que muchas veces proporcionan las únicas comidas diarias disponibles. Recientemente se ha constatado la presencia creciente de adicciones en varias comunidades del lado argentino, que van del alcoholismo hasta el tabaquismo e inhalantes.
Los payés (opy'guá o señor del opy) —médicos tradicionales— son los encargados de curar con plantas medicinales, de atraer las lluvias, de adivinar el futuro, de propiciar buenas cacerías y cosechas, dirigir los cantos y danzas rituales y dar un nombre guaraní a los recién nacidos. Su función más importante sería el relato de los mitos de creación que también tienen poder curativo. Existen entre ellos diversas jerarquías de acuerdo a su edad, experiencia y poder. La medicina tradicional mbyá está sufriendo deterioro, por el olvido de sus conocimientos ancestrales y por la desaparición gradual de sus opy'guá. La pérdida  de poder individual y comunitario de los opy'guá como conductores de la vida mbyá conduce a la desaparición de este pueblo.